# 莊福
莊福 (?—?)，字省吾，陳氏，漢軍正黃旗人，清朝政治人物。同進士出身。
道光二十六年丙午科，顺天乡试中举，光緒二年（1876年），參加丙子恩科會試，得貢士第100名。殿試登進士3甲第86名。
同年五月（6月3日），經吏部掣簽，授即用知縣，签分山东，任山东禹城县知县，钦加同知銜，诰授奉政大夫。。